# Jim Sensenbrenner
Frank James Sensenbrenner , Jr., detto Jim (Chicago, 14 giugno 1943), è un politico statunitense membro della Camera dei Rappresentanti per lo stato del Wisconsin dal 1979 al 2021.

## Biografia
È membro del Partito Repubblicano ed è stato deputato alla Camera dei Rappresentanti dal 1979 al 2021, rappresentando il quinto distretto congressuale del Wisconsin. Il distretto, il più ricco dello stato, include la maggior parte dei sobborghi del Milwaukee, compresi Waukesha, West Bend, Brookfield, Delafield, Mequon and Wauwatosa.
Era il capo della House Science Committee e della House Judiciary Committee, ma quando i Repubblicani hanno perso la maggioranza nella Camera dei Rappresentanti non è stato scelto come membro di minoranza del secondo Comitato. È membro della House Committee on Homeland Security.
Sensenbrenner ha presentato il USA PATRIOT Act alla Camera il 23 ottobre 2001, ma non lo ha scritto: l'autore è Viet Dinh, assistente del Procuratore Generale degli Stati Uniti.